# NDRG4
NDRG4 (англ. NDRG family member 4) – білок, який кодується однойменним геном, розташованим у людей на короткому плечі 16-ї хромосоми. Довжина поліпептидного ланцюга білка становить 352 амінокислот, а молекулярна маса — 38 459.
| 10         |  | 20         |  | 30         |  | 40         |  | 50         |
| ---------- |  | ---------- |  | ---------- |  | ---------- |  | ---------- |
| MPECWDGEHD |  | IETPYGLLHV |  | VIRGSPKGNR |  | PAILTYHDVG |  | LNHKLCFNTF |
| FNFEDMQEIT |  | KHFVVCHVDA |  | PGQQVGASQF |  | PQGYQFPSME |  | QLAAMLPSVV |
| QHFGFKYVIG |  | IGVGAGAYVL |  | AKFALIFPDL |  | VEGLVLVNID |  | PNGKGWIDWA |
| ATKLSGLTST |  | LPDTVLSHLF |  | SQEELVNNTE |  | LVQSYRQQIG |  | NVVNQANLQL |
| FWNMYNSRRD |  | LDINRPGTVP |  | NAKTLRCPVM |  | LVVGDNAPAE |  | DGVVECNSKL |
| DPTTTTFLKM |  | ADSGGLPQVT |  | QPGKLTEAFK |  | YFLQGMGYIA |  | YLKDRRLSGG |
| AVPSASMTRL |  | ARSRTASLTS |  | ASSVDGSRPQ |  | ACTHSESSEG |  | LGQVNHTMEV |
| SC         |  |            |  |            |  |            |  |            |

A: Аланін

C: Цистеїн

D: Аспарагінова кислота

E: Глутамінова кислота

F: Фенілаланін

G: Гліцин

H: Гістидин

I: Ізолейцин

K: Лізин

L: Лейцин

M: Метіонін

N: Аспарагін

P: Пролін

Q: Глутамін

R: Аргінін

S: Серин

T: Треонін

V: Валін

W: Триптофан

Кодований геном білок за функцією належить до фосфопротеїнів. 
Задіяний у такому біологічному процесі, як альтернативний сплайсинг. 
Локалізований у цитоплазмі.